# Мона Лиза (кратер)
Мона Лиза (на английски: Mona Lisa) е ударен кратер разположен на планетата Венера. Той е с диаметър 79,4 km, и е кръстен на Мона Лиза – картина на Леонардо да Винчи.